# Varkaus
Varkaus este o comună din Finlanda.